# Ambasciatori austriaci presso la dieta del Sacro Romano Impero

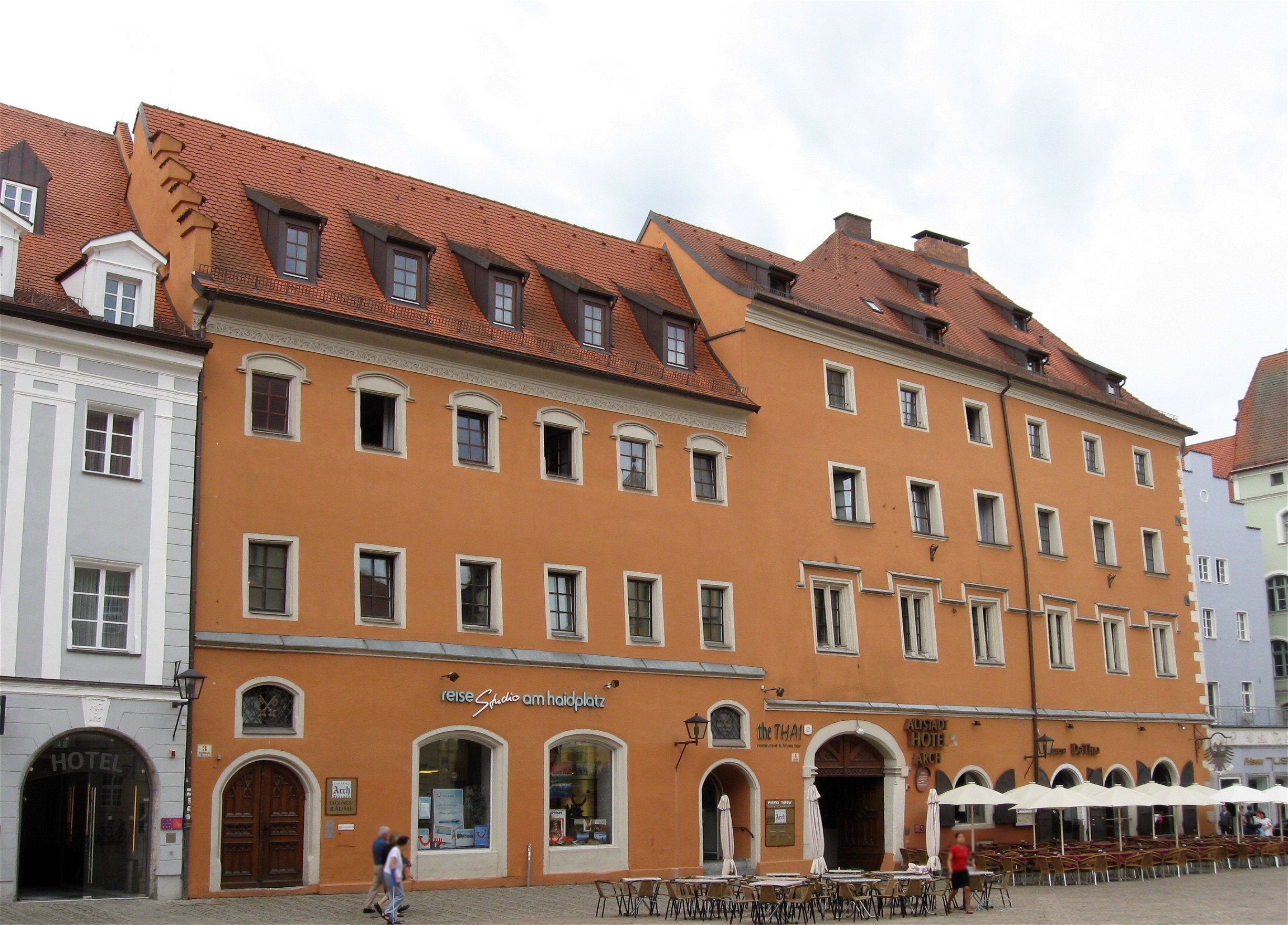
L'ambasciata imperiale presso la dieta del Sacro Romano Impero ai numeri 3 e 4 della Haidplatz di Ratisbona

L'ambasciatore austriaco presso la dieta del Sacro Romano Impero era il primo rappresentante diplomatico dell'imperatore presso la dieta del Sacro Romano Impero (Reichstag). L'ambasciata austriaca, insieme all'ambasciata boema e al commissario principale, era una delle tre rappresentanze asburgiche al Reichstag. Le relazioni tra l'imperatore e la dieta imperiale vennero formalizzate nel 1662 e proseguirono sino alla dissoluzione del Sacro Romano Impero nel 1806.

## Sacro Romano Impero
- 1662: David II Ungnad von Weissenwolff
- 1662-1668: Johann Paul Hocher
- 1668-1670: Maximilian von Sala
- 1670-1674: Jacob Christoph Raßler von Gamerschwang
- 1674-1680: Wilhelm Balthasar von und zu Lewenfeld
- 1680-1686: Theodor Heinrich von Strattmann
- 1686-1691: Johann Philipp von Lamberg
- 1691-1703: Leopold Joseph von Lamberg
- 1703-1706: Ernst Friedrich von Windisch-Graetz
- 1706-1740: Philipp Heinrich von Jodoci

1740: Vacante
- 1741-1745: Karl Joseph von Palm
- 1745-1769: Marquard Paris Anton von Buchenberg zu Ullersdorf
- 1769-1770: Joseph Gottfried von Saurau
- 1770-1793: Egid Valentin Felix von Borié
- 23 marzo - 17 luglio 1793: Johann Sebastian von Zillerberg
- 1793-1795: Johann Aloys Josef von Hügel
- 24 aprile - 27 agosto 1795: Johann Rudolf von Buol-Schauenstein
- 1795-1806: Egid Joseph Karl von Fahnenberg